# Västra Lund
Västra Lund är en stadsdel i Motala, Motala kommun, Östergötland. Området, som sluttar mot sjön Boren, utgörs främst av villabebyggelse. Tio gator går parallellt genom området. De bär namnen Första Sjögränd till och med Tionde Sjögränd. I området ligger Karlslunds skola.